# Albert Jenny
Albert Jenny (nascut el 24 de setembre de 1912 a Solothurn; † el 22 de març de 1992 a Lucerna) va ser un compositor suís, músic d'església, director de cor, director d'orquestra i educador musical. Els seus principals llocs de treball eren a Lucerna i Solothurn. El seu treball compositiu inclou música coral sacra i profana, cant solista, música instrumental, música escènica i música per a festivals.

## Biografia
Albert Jenny va néixer com el segon dels tres fills de Fritz Jenny i Hedwig Jenny-Jeger. La família va participar activament en la vida cultural de la ciutat de Solothurn. Albert Jenny, que es va notar ben aviat pel seu talent i inclinació musical, va rebre la seva formació musical a Solothurn de la mà de Max Kaempfert (teoria) i al conservatori de Berna de la mà de Lorenz Lehr (violoncel) i Franz Chardon (piano), paral·lelament al seu educació secundària a l'escola secundària de Solothurn. Seguint el consell dels seus professors musicals i com que no hi havia cap centre de formació a Suïssa per familiaritzar-se amb les diverses disciplines de la música d'església, Albert Jenny va decidir continuar la seva formació musical a l'estranger.
El 1931/32 va estudiar al Conservatori Hoch de Frankfurt del Main amb Bernhard Sekles i Hermann von Schmeidel, entre d'altres. A Frankfurt, Jenny va estudiar Arnold Schönberg i les seves teories intensament i va conèixer Paul Hindemith. De Frankfurt es va traslladar a la Universitat Estatal de Música de Colònia, on va completar els seus estudis el 1935 amb un diploma de direcció, orgue i música d'església catòlica. Entre els seus professors hi havia Philipp Jarnach, Heinrich Lemacher, Hermann Abendroth, Walter Braunfels, Johannes Mölders, P. Dominicus Johner i Hans Bachem.
Del 1936 al 1944 va ser professor de música al "St. Fidelis College" de Stans. El 1941 es va casar amb Nelly Fischer, amb qui va tenir una filla i dos fills. El 1944 es va traslladar a Lucerna, on Albert Jenny va donar classes de música a les escoles municipals i va ensenyar teoria i composició al conservatori de 1944 a 1985 i a l'Acadèmia de Música Escolar i d'Església de 1947 a 1985. A mitjans dels anys 60, Albert Jenny es va traslladar a Ebikon, prop de Lucerna, on va viure fins a la seva mort el 1992.
A més de les seves activitats docents, Albert Jenny va treballar com a director de cor i orquestra. Albert Jenny va dirigir el cor d'homes "Frohsinn Lucerna" de 1944 a 1968, el "Caecilienverein" de la ciutat de Solothurn de 1944 a 1979, l'Associació Municipal de Concerts de Lucerna de 1946 a 1979, el cor del Festival Internacional de Música de Lucerna de 1946 a 1946 i el Solothurn, cor d'homes del 1962 al 1978 . A l'església de Sant Carles de Lucerna va dirigir el cor de l'església de 1944 a 1956 i a la "Stift" de la "Hofkirche St. Leodegar" va dirigir el cor del monestir com a director de banda del monestir i successor de Johann Baptist Hilber.
Però sobretot, va ser actiu com a compositor. La seva obra inclou música vocal, que consisteix en música coral secular, sacra i litúrgica, cançons solistes profanes i sagrades amb instruments i orquestra, música instrumental que consisteix en música d'orquestra, música de cambra, música de piano, música d'orgue i música de metall, així com música d'escenari i música del festival.
L'himnari catòlic Lloança a Déu (GL) conté la seva antífona per a la Vetlla Pasqual i per a la festa de Pentecosta: Envia el teu esperit i la faç de la terra serà nova (312.2, 645.3). Al KG suís es troba al número 489, al llibre d'himnes de les Esglésies Reformades Evangèliques de la Suïssa de parla alemanya (RG) al número 63.

## Apreciació
El musicòleg Max Lütolf descriu Albert Jenny com un compositor que no es preocupava per la modernitat a qualsevol preu i que coneixia tècniques de composició com el serialisme, la politonia o la superposició d'intervals iguals. Tanmateix, les "proves crítiques" els van portar a "tenir un paper subordinat en el seu treball reconegut […]".

El musicòleg Alois Koch diu:
| « | "Com a compositor, director d'orquestra, director de banda del monestir i conferenciant, Albert Jenny (1912–1992) va ser una personalitat important d'importància duradora per a la Suïssa Central en el temps al voltant i després de Johann Baptist Hilber. Si bé les seves principals obres d'oratori (El Déu desconegut, El cant de la creació, El gran cercle) són poc conegudes avui dia, les seves aportacions musicals eclesiàstiques, creades en el context de la convulsió litúrgica i estètica del Concili Vaticà II, continuen documentant l'art artístic, esforços realitzats en aquell moment. Noves definicions. | » |

Angelo Garovi assenyala que, gràcies al Festival Internacional de Música de Lucerna, hi ha hagut un cercle de compositors obert i no dogmàtic des dels anys 50, al qual també pertanyia Albert Jenny. Compta l'oratori d'Albert Jenny El Déu desconegut, estrenat l'any 1956, a partir d'un text d'Herbert Meier, al costat de l'oratori escènic Nicolas de Flue d'Arthur Honegger i obres d'altres compositors, entre les obres musicals-dramàtiques més importants de la Suïssa del segle xx, que es remunta a la tradició de la cultura coral oratòria del segle xix.

## Premis
1949: Gran escut de la ciutat de Solothurn
1965: Premi d'Art i Cultura de la Ciutat de Lucerna
1969: Premi d'Art del Cantó de Solothurn
1972: Orde Papal de Gregori
1987: Premi de Cultura de Suïssa Central

## Obra
- veure catàleg raonat Albert Jenny al seu arxiu de la Viquipèdia alemanya.

## Discografia (selecció)
- Frühlingskantate sobre textos de poetes barrocs alemanys (Robert Roberthin, Georg Philipp Harsdörffer, Simon Dach, Barthold Heinrich Brockes). Cor de cambra i conjunt de cambra de Radio Berna, dirigit per Walter Furrer. Sèrie de compositors suïssos. CTS 45.
- Lauda anima mea, Et audivi vocem magnam. Cor de Cambra de Zuric, director: Johannes Fuchs, orgue: Josef Bucher. Sèrie de compositors suïssos, CT-64-29.
- Tollite portas. Organista: Georges Cramer. A: Campanes i orgue del Santuari de l'Expo. FONO FGL 17-4001,
- Messe zu Ehren des hl. Franziskus, Preludi Tollite portas, Jubilate deo, Beata-Magnificat, Justorum animae, Et introibo ad altare Dei. Ursula Buckel (Soprano), Eduard Stocker (Baix), Cor col·legiat de la Hofkirche St. Leodegar Lucerna, Orquestra de Cambra de Lucerna ad hoc, Eduard Kaufmann (Orgue), Direcció: Albert Jenny. FONO FGL 25-4305.
- Postludium über das «Ite missa est» la gran XI. Missa. Orgue: P. Norbert Hegner, OSB. FONO FGLS 3O-4304.
- 'Seid fröhlich eine Stunde lang, Guter Rat. A: 43è Festival Cantonal de Cant de Lucerna Hitzkirch, 23/24. juny de 1979. Duraphon-Records Album HD 332.
- Scherzoso für Streichorchester. "Festival Strings Lucerne", Direcció: Rudolf Baumgartner. A: 40 anys 1942–1982 Conservatori de Lucerna. Doble LP. Conservatory Association Lucerna, K 81 / 1. així com: Música a Lucerna - obres per a orquestra de corda. Gallo CD-727
- Dialoge, per a oboè sol i orquestra de vent petita. Orquestra de vent Stadtmusik Lucerne, dirigida per Franz Schaffner. a: Música a Lucerna – música simfònica de metall. Gallo CD-885, Albert Jenny,
- Dies sanctificatus, Vorspiel E-Dur. Orgue: Karl Raas. A: Música a Lucerna – música d'orgue a la Hofkirche. Gallo CD-754.
- Suite für Blasmusik (instr. Tony Kurmann). Orquestra de vent Siebnen, concert d'hivern 1998. Liverpool Records, DMR 612.

Una extensa col·lecció d'altres obres sobre enregistraments històrics es troba a l'Arxiu Sonor Nacional Suís de Lugano.